# ATP Tulsa 1979
L'ATP Tulsa 1979 è stato un torneo di tennis giocato sul cemento. È stata la 2ª edizione dell'ATP Tulsa, che fa parte del Colgate-Palmolive Grand Prix 1979. Si è giocato a Tulsa negli Stati Uniti, dal 9 al 15 aprile 1979.

## Campioni

### Singolare
Jimmy Connors ha battuto in finale  Eddie Dibbs con il punteggio di 6–7, 7–5 6–1

### Doppio
Francisco González /  Eliot Teltscher hanno battuto in finale  Colin Dibley /  Tom Gullikson con il punteggio di 6–7, 7–5, 6–3